# San Colombano al Lambro (Wein)
Unter der Bezeichnung San Colombano al Lambro DOC (oder einfach San Colombano DOC) werden italienische Weiß- und Rotweine (auch als Frizzante) in der Region Lombardei hergestellt. Die Weine besitzen seit 1984 den Status einer „kontrollierten Herkunftsbezeichnung“ (Denominazione di origine controllata – DOC), die zuletzt am 7. März 2014 aktualisiert wurde. Der Weinbau in San Colombano al Lambro ist seit 600 belegt. In den Statuten der Gemeinde vom 1. August 1374 wurden durch Bianca von Savoyen, Mutter von Gian Galeazzo Visconti, Auflagen für den Weinbau beschrieben und können als Vorläufer der modernen Weingesetze gelten.

## Anbau
Das Gebiet umfasst die Gemeinden des Hügelgebiets:
- in der Metropolitanstadt Mailand: San Colombano al Lambro
- in der Provinz Lodi: Graffignana und Sant’Angelo Lodigiano
- in der Provinz Pavia: Miradolo Terme und Inverno e Monteleone

## Erzeugung
Zwei Weintypen werden innerhalb dieser Denomination erzeugt. Die Zusammensetzung der Rebsorten ist vorgeschrieben.
- San Colombano al Lambro Rosso (auch als Frizzante): Croatina: 30–50 %, Barbera: 25–50 % und/oder Uva Rara: bis maximal 15 %. Höchstens 15 % andere rote Rebsorten, die für den Anbau in der Region Lombardei zugelassen sind, dürfen (einzeln oder gemeinsam) zugesetzt werden.
- San Colombano al Lambro Bianco (auch als Frizzante): Chardonnay:  mindestens 50 % und Pinot nero: mindestens 10 %. Höchstens 15 % andere weiße Rebsorten, die für den Anbau in der Region Lombardei zugelassen sind, dürfen (einzeln oder gemeinsam) zugesetzt werden.

## Beschreibung
Laut Denomination (Auszug):

### San Colombano al Lambro Rosso
- Farbe: rubinrot in verschiedenen Intensitäten
- Geruch: weinig, charakteristisch
- Geschmack: trocken oder halbtrocken, würzig, frisch, jung, ruhig oder lebhaft
- Alkoholgehalt: mindestens 11,0 Vol.-%
- Säuregehalt: mind. 5,0 g/l
- Trockenextrakt: mind. 20,0 g/l

### San Colombano al Lambro Bianco
- Farbe: strohgelb – mehr oder weniger intensiv
- Geruch: zart, charakteristisch
- Geschmack: harmonisch, bisweilen halbtrocken, frisch, jung, ruhig oder lebhaft
- Alkoholgehalt: mindestens 11,0 Vol.-%
- Säuregehalt: mind. 5,0 g/l
- Trockenextrakt: mind. 15,0 g/l